# ブルさんのピクニック
『ブルさんのピクニック』（Pup on a Picnic、1955年4月30日、劇場公開時『ワンちゃんのピクニック』）は「トムとジェリー」の作品のひとつ。シネマスコープの作品だが、未対応劇場用に標準サイズの4:3バージョンも制作された。

## スタッフ
- 監督 - ウィリアム・ハンナ　ジョセフ・バーベラ
- 製作 - フレッド・クインビー
- 作画 - ケネス・ミューズ　エド・バージ　レイ・パターソン　アーヴン・スペンス
- 背景 - ロバート・ジェントル
- 音楽 - スコット・ブラッドリー

## 作品内容
とある春の日、ブルドッグのスパイク（ブルさん）は愛息のタイクを連れてのピクニックに出かける準備をしていた。飲み物を取りに行っていた間にトムとジェリーが追いかけっこをしながら登場、ジェリーが食材の入ったバスケットに隠れたためトムがそれを漁ってしまい中身をメチャクチャにされてしまう。
トムにいたずらをされスパイクはご機嫌斜めのままピクニックに出発。目的の場所に到着したスパイクとタイクは敷物を敷いて昼食をとることにした。しかしジェリーを諦めきれないトムがこっそり着いてきていた。当然のように二匹は追いかけっこを始め、関係のないスパイクまでも巻き込まれてしまう。
スパイクの監視もありバスケットに立て籠もるジェリーをなかなか捕まえられないトムは、スパイク親子がリンゴの木陰で昼寝をしている隙に、木の上からジェリーを釣り上げる作戦に出る。釣り針をジェリーの隠れているバスケットに差し掛けるが、ジェリーが上手くかわすために釣り針にかかるのは食材ばかり。
やがてそこに蟻の大群が行進曲にのせて登場。トムが釣り上げた食材目掛けて突撃開始。行進の振動で枝が共鳴を起こしトム共々多数のリンゴの実が落下、スパイク親子もその衝撃で目を覚ましてしまった。トムを再度しばき上げようとするスパイク。しかし眼前には強奪した食材を運びながら去って行く蟻の大群と、その一部のサンドイッチの上に乗り笑顔で手を振るジェリーの姿があった。

## 登場キャラクター
トム
スパイク親子の食材に隠れたジェリーを捕まえようとしてスパイクにしばき上げられ、蟻の大群の妨害に遭いジェリーに逃げられたため失敗に終わる。
ジェリー
スパイク親子のピクニック食材が入ったバスケットに隠れてサンドイッチに変装し、トムの攻撃を巧みにかわす。最後は蟻の大群が盗んでいったサンドイッチの上に乗って逃げて行った。
スパイク・タイク親子
ピクニックをしている最中にトムとジェリーの追いかけっこへ巻き込まれ、スパイクは自分たちの食材を漁るトムをしばき上げる。やがて木陰で昼寝をしている間に、トムに食材を横取りされるが、最終的に蟻たちに奪われてしまう。
蟻の大群
トムがいる木に登ってスパイク・タイク親子の食材を盗んでいった。

## 日本でのテレビ放映
TBS系および他系列で1964年～1990年頃まで時折放映された。DVDにも収録されている。